# Gaspard de la nuit
Gaspard de la nuit: Trois poèmes pour piano d'après Aloysius Bertrand ist ein 1908 entstandenes dreiteiliges Klavierwerk von Maurice Ravel, das von Aloysius Bertrands gleichnamiger Kurzprosa-Dichtung aus dem Jahre 1842 inspiriert wurde.
Gaspard de la nuit gilt als eines von Ravels bedeutendsten Werken. Er beschrieb das Werk selbst mit den Worten: „Gaspard de la nuit, Stücke für Klavier nach Aloysius Bertrand, sind drei romantische Gedichte von transzendentaler Virtuosität.“
Das „Klaviertriptychon“ wurde am 9. Januar 1909 durch Ricardo Viñes in Paris uraufgeführt.

## Einführung
Ravels belesener Freund Ricardo Viñes machte den Komponisten mit dem Gedichtband Gaspard de la Nuit von Aloysius Bertrand bekannt. Der Wortlaut des Titels ist auch für die Musik von Ravel von Bedeutung. „Gaspard, ein männlicher Vorname, ist persischen Ursprungs, wobei das Wort eigentlich einen Mann meint, der für die königlichen Schätze verantwortlich ist. Gaspard der Nacht oder Schatzmeister der Nacht spielt somit auf jemanden an, der für alles verantwortlich ist, was mit Juwelen zusammenhängt, was dunkel, mysteriös, vielleicht sogar was griesgrämig ist.“ „Gaspard de la Nuit“ ist ein alter französischer Ausdruck für den Teufel.
Der Untertitel des  Gedichtbands Fantaisies à la manière de Rembrandt et de Callot weist darauf hin, dass sowohl die beruhigenden als auch die gruseligen Aspekte der Nacht, sowohl bei Bertrand als auch bei Ravel, beschworen werden. Rembrandts Faszination für subtile Schatten und Dunkelheit ist bekannt. Die Erwähnung von Callot stellt eine direkte Verbindung zu E. T. A. Hoffmann her, dem deutschen Komponisten und Dichter des Phantastischen, der 1814/1815 die Fantasiestücke in Callot’s Manier, darunter das Märchen Der goldne Topf, veröffentlicht hatte.
In einem Brief vom 17. Juli 1908 an seine Freundin Ida Godebska über seine dreimonatige intensive Arbeit an den drei Gedichten aus Bertrands Sammlung schrieb Ravel, er fühle sich vom Teufel inspiriert: „... kein Wunder, da er (der Teufel) der eigentliche Autor dieser Gedichte ist“.

## Form
Die Satzbezeichnungen lauten:

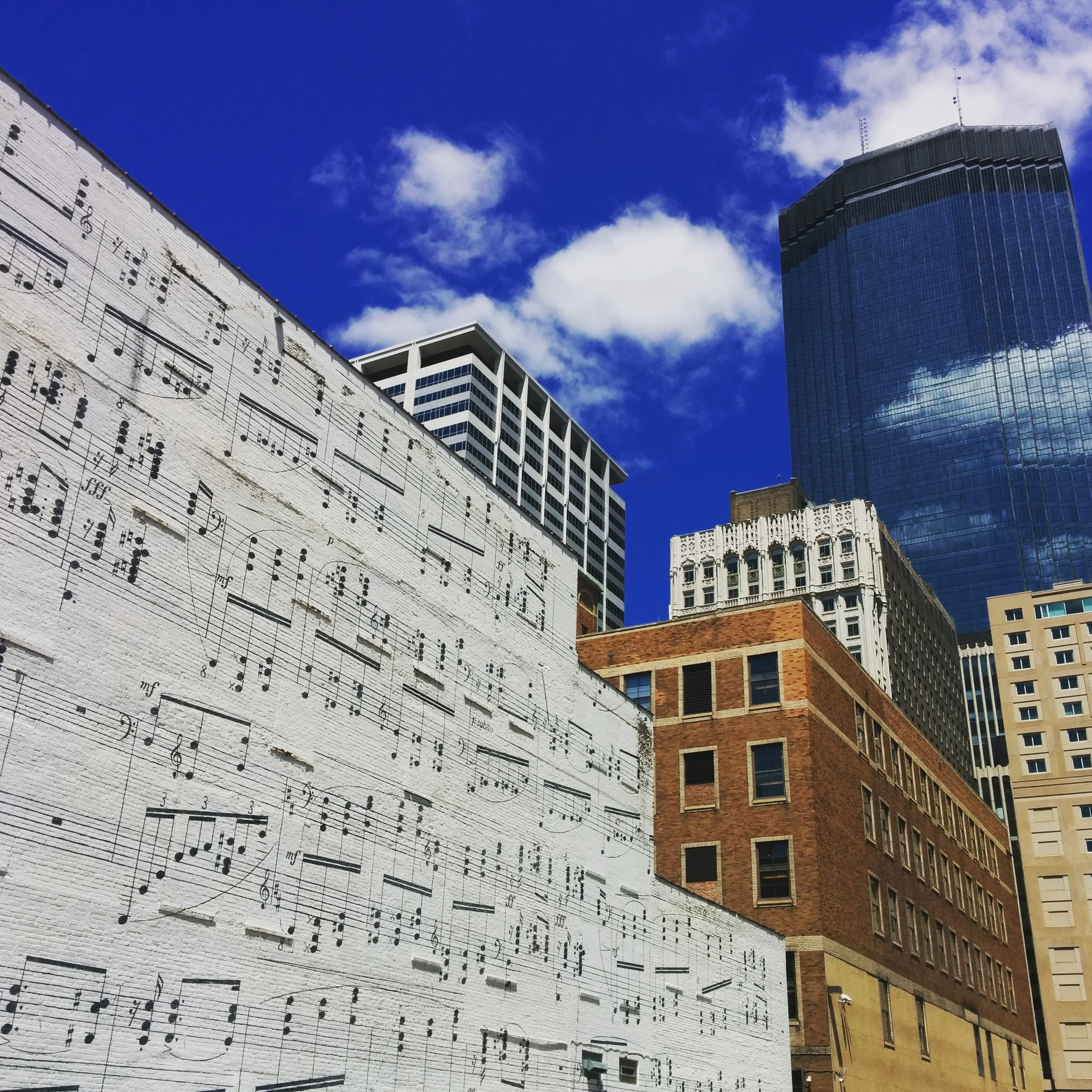
Ausschnitt des dritten Satzes („Scarbo“) an einer Hauswand in Minneapolis

1. Ondine (Die Wassernixe, ca. 6–7 min)
2. Le gibet (Der Galgen, ca. 6–7 min)
3. Scarbo (Der listige Kobold, ca. 9–10 min)

Die literarische Vorlage ist ebenfalls dreiteilig. Ondine handelt von einer Meerjungfrau oder Nixe in ihrem Reich, in Le gibet betrachtet man einen Erhängten am Galgen in der Abenddämmerung. Scarbo befasst sich mit einem Dämon oder Kobold, der die Menschen im Schlaf stört. Ravel beabsichtigte mit dem extrem virtuosen Schlusssatz, Mili Balakirews Islamej an technischer Schwierigkeit noch zu übertreffen und damit das schwierigste Solostück für Klavier überhaupt zu schaffen.

## Stil
Die Komposition ist zeitlich und im Groben auch stilistisch in die Epoche des Impressionismus einzuordnen. Wie in der impressionistischen Musik typisch, haben die Stücke Gaspard de la nuit zwar keine feste Tonart und keinen Leitton, wirken aber durch die Dominanz von Moll-Akkorden bzw. -Arpeggien sowie dissonanten Intervallen düster und diffus, teils melancholisch.
Ondine beginnt mit einer schnellen Abfolge hoher Töne und entwickelt daraus das Hauptmotiv, das in der Mitte und am Ende des Stücks in stark abgewandelter Form erneut erscheint. Höhepunkt des Stücks ist eine Abfolge von in der Lautstärke zunehmenden Akkorden, die in Arpeggios von Dur-Dreiklängen weiter geführt wird.
 Ondine. Pianist: Andreij Makarewitsch
Le Gibet ist ein langsames, ruhiges Stück, es enthält insgesamt 153 mal ein b bzw. ais, das einen Glockenklang darstellt. Wechsel in Tempo oder Dynamik gibt es nicht.
Le Gibet. Pianist: Peter Lemken
Scarbo ist ein durch häufige Umbrüche zerfahren wirkendes Stück und gilt als eines der am schwersten zu lernenden Pianostücke. Oft werden bitonale und polytonale Harmonien verwendet. Ravel sagte später über Scarbo: „Ich wollte eine Karikatur auf die Romantik machen.“
 Scarbo. Pianist: Andreij Makarewitsch

## Orchesterfassungen
Eugène Aynsley Goossens orchestrierte Gaspard 1942, Marius Constant orchestrierte das Stück 1988.